# Steigen
Gmina Steigen (norw. Steigen kommune) – norweska gmina leżąca w regionie Nordland. Jej siedzibą jest miasto Leinesfjord.
Steigen jest 104. norweską gminą pod względem powierzchni.

## Demografia
Według danych z roku 2005 gminę zamieszkuje 2802 osób. Gęstość zaludnienia wynosi 2,77 os./km². Pod względem zaludnienia Steigen zajmuje 285. miejsce wśród norweskich gmin.
| ludność stan na 1 stycznia 2005 |         |           |       |
|                                 | kobiety | mężczyźni | razem |
| osób                            | 1429    | 1373      | 2802  |
| %                               | 51%     | 49%       | 100%  |

| wykształcenie stan na 1 października 2004 |        |         |        |        |
|                                           | podst. | średnie | wyższe | niezn. |
| osób                                      | 697    | 1262    | 286    | 42     |
| %                                         | 30,48% | 55,18%  | 12,51% | 1,84%  |

## Edukacja
Według danych z 1 października 2004:
- liczba szkół podstawowych (norw. grunnskolar): 6
- liczba uczniów szkół podst.: 387

## Władze gminy
Według danych na rok 2011 administratorem gminy (norw. rådmann) jest Roy Hanssen, natomiast burmistrzem (norw. ordfører, d. borgermester) jest Asle Schrøder.